# Tijeritas
José Soto Cortés, más bien conocido como Tijeritas (Málaga, 15 de abril de 1964), es un cantante español de flamenco-pop nacido en la Calle de los Negros, en el barrio de la Cruz Verde. Perteneciente a una familia de tradición flamenca, "Los Viscos",  se caracterizó por una peculiar fusión entre el flamenco y la música pop.

## Biografía
Nació en Málaga en 1964 en el seno de una familia de tradición flamenca.
A los ocho años actuaba en tablaos flamencos de la mano de Miguel de los Reyes y a los 18 años actuó por primera vez en la sala Los Canasteros de Madrid. Entre el público asistente se encontraba el productor Miguel Ángel Arenas Capi y se ofreció a producirle su primer álbum, Pegaso que tiene alas.
El apodo se lo debe al famoso cantaor Camarón de la Isla debido a que cortaba las canciones. De tanto cortarlas Camarón le puso «Tijeritas».[cita requerida]
Después de grabar más de 20 discos en su juventud continuó actuando de formas más humilde. 

## Discografía
- (1983) Pegaso que tienes Alas
- (1984) Museo de las Ideas
- (1986) Sueño con las Estrellas
- (1987) Como agua de Mayo
- (1988) Río de Suspiros
- (1990) Luna de Coral
- (1992) Amor gitano
- (1994) Me lo puso Camarón
- (1996) Agua Y Fuego
- (2002) Yo, Tijeritas
- (2002) Corazón gitano "Saray Vargas Y Tijeritas". (dueto)
- (2003) Ozu como canta el payo
- (2003) Ni Álgebras, ni Ecuaciones
- (2003) El perfil de su arte
- (2004) Cuando Pasa esa Gitana
- (2006) La Estrella que me guía
- (2008) Entra en mi Vida
- (2010) La llamada de mi tierra
- (2012) Farolillos y cadenetas
- Rumbas y Bulerias
- (2017) Leyenda viva 30 aniversario

- Datos: Q6146872

(2021) Una Voz Libre